# 拉尔蒂格 (吉伦特省)
拉尔蒂格（法語：Lartigue，法語發音：[laʁtiɡ]）是法国吉伦特省的一个市镇，属于朗贡区。

## 地理
拉尔蒂格（44°15'4"N, 0°5'48"W）面积13.64 平方千米，位于法国新阿基坦大区吉倫特省，该省份为法国西南部沿海省份，是法國本土面积最大的省，北起滨海夏朗德省，西临大西洋，南至朗德省，东南接洛特-加龍省，东临多爾多涅省。
与拉尔蒂格接壤的市镇（或旧市镇、城区）包括：圣米歇尔-德卡斯泰尔诺、阿隆、吉斯科、潘代尔。

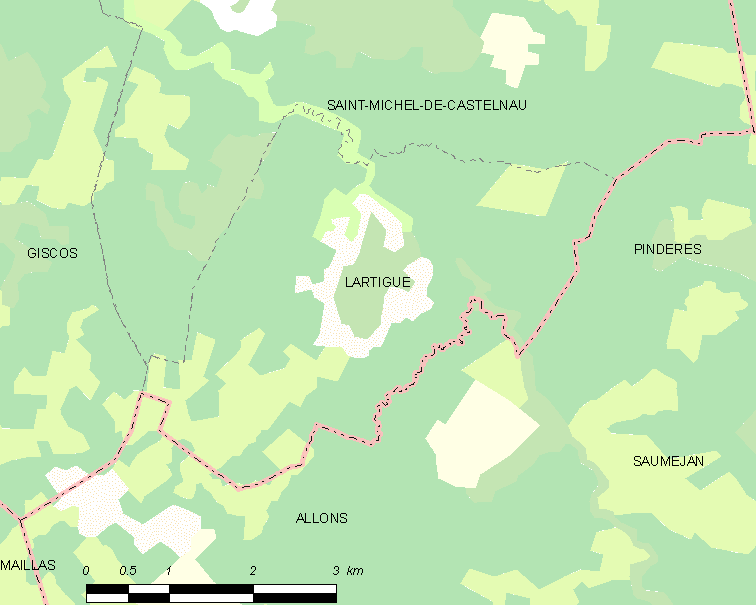
的OSM定位图

拉尔蒂格的时区为UTC+01:00、UTC+02:00（夏令时）。

## 行政
拉尔蒂格的邮政编码为33840，INSEE市镇编码为33232。

## 政治
拉尔蒂格所属的省级选区为南吉伦特县。

## 人口

1962-2008年间人口变化图示

拉尔蒂格于2022年1月1日时的人口数量为41人。